# Valentijn en Oursson

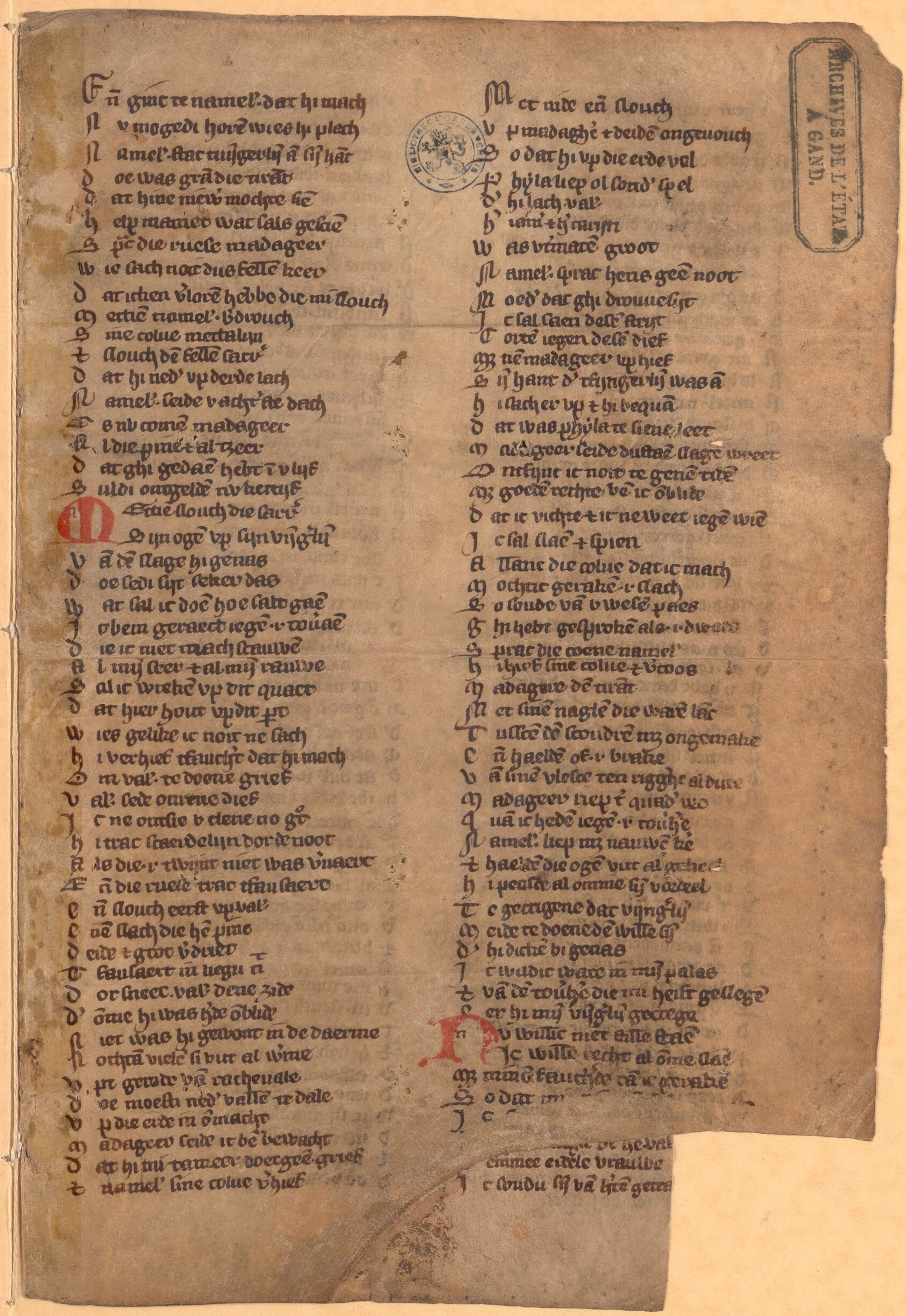
Fragment uit handschrift 2749, met de Middelnederlandse vertaling van Valentijn en Oursson.

Valentijn en Oursson is een laatmiddeleeuwse avonturenroman die zich afspeelt ten tijde van Pepijn de Korte, vertaald naar een Franse brontekst: (L'histoire de) Valentin et Orson. De Franse tekst is anoniem. Het oudst bewaard gebleven exemplaar is een druk uit 1489 van Jacques Maillet, drukker te Lyon. Gelet op de inhoudelijke overeenkomsten en verschillen met een jongere, ongedateerde zeventiende-eeuwse druk van Yves Girardon te Troyes, is het heel wel mogelijk dat er vóór die druk uit 1489 een handschriftelijke versie van deze tekst bestaan heeft. De exacte ouderdom kan dus niet worden vastgesteld, maar de tekst zal niet (veel) ouder zijn dan de tweede helft of het laatste kwart van de vijftiende eeuw. Valentin et Orson is een bewerking van een oudere (dertiende-eeuwse?) Franse tekst die verloren ging: Valentin et Sansnom, die in het Middelnederlands vertaald werd als Valentijn ende Nameloos. Van deze vertaling bleven enkel (veertiende-eeuwse) fragmenten bewaard. Wel is er een Middelnederduitse bewerking van deze Middelnederlandse vertaling overgeleverd, op basis waarvan het verhaal gereconstrueerd kan worden.

## Middelnederlandse overlevering
De oudste bewaard gebleven versie van het verhaal over Valentijn en Nameloos wordt gevormd door een drietal Middelnederlandse fragmenten uit de 14e eeuw. Een van die fragmenten wordt bewaard in de Universiteitsbibliotheek Gent. Het fragment, geïnventariseerd onder de naam Handschrift 2749, dateert dan ook van de eerste helft van de veertiende eeuw. Het fragment werd opgesteld in Vlaanderen en bestaat uit twee folio's die ongeveer 250 mm op 170 mm groot zijn. Verder zijn ook bekend: een fragment van een Middelduits versepos, waarnaar ook een prozabewerking werd gemaakt (beide 15e eeuw); een Middelnederduitse versie in twee handschriften uit de 15e eeuw; en een Oudzweedse versie in drie handschriften uit de 16e eeuw. Het lijkt erop dat alle versies direct of indirect teruggaan op een niet overgeleverd Middelnederlands origineel.

## Inhoud
Bellissant, de zuster van koning Pepijn van Frankrijk, wordt ten huwelijk gevraagd en gekregen door keizer Alexander van Griekenland. In Constantinopel wordt keizerin Bellissant het hof gemaakt door de aartsbisschop en intiemste vertrouweling van keizer Alexander. Als Bellissant weigert op zijn avances in te gaan besluit de aartsbisschop uit angst voor zijn positie haar van overspel te beschuldigen. De keizer gelooft hem, mishandelt de zich van geen kwaad bewuste en inmiddels zwangere Bellissant. Uit angst voor de toorn van haar broer Pepijn laat hij haar niet levend verbranden, maar verstoot haar en verbant haar uit zijn land. Samen met haar schildknaap Blandimain begeeft zij zich op weg naar haar geboorteland. Onderweg wordt zij wederom lastiggevallen door de verraderlijke aartsbisschop die zich verkleed heeft, maar desondanks door haar herkend wordt. Blandimain verdedigt haar eer, maar het zou slecht afgelopen zijn als niet een koopman ten tonele was verschenen, die de strijdenden maant hun vechten te staken en hun geschil aan hem ter arbitrage voor te leggen. De aartsbisschop vlucht, en als Blandimain van zijn wonden genezen is, trekken hij en Bellissant verder richting Frankrijk. Aangekomen in het bos rond Lyon bevalt zij van een tweeling jongens. Een wilde beer rooft een van de twee pasgeboren kinderen, en wanneer Bellissant de beer achtervolgt, wordt haar andere kind gevonden door koning Pepijn, die op weg is naar Constantinopel om te zien hoe het zijn zuster daar vergaat. Het door de beer geroofde kind wordt niet door haar jongen opgegeten, maar als broer geaccepteerd en grootgebracht. Het andere kind wordt aan een schildknaap gegeven, die Valentijn heet, die het kind naar zichzelf noemt en het grootbrengt totdat het oud genoeg is om naar het hof te gaan. Inmiddels is zijn 'wilde' broer zo groot en sterk geworden dat het de schrik van het bos geworden is, zowel voor de mensen als de dieren. Maar niemand, zelfs Pepijn, slaagt erin deze Wildeman alias Oursson (berenzoon) te vangen of te doden. Dat zal pas gebeuren als Valentijn volwassen is. Die temt hem en neemt hem aangelijnd mee naar het hof van Pepijn, tot angst van alle dorpelingen en tot jaloezie van twee ontaarde zonen van Pepijn, Hanefroy en Hendrik, geboren uit een eerder huwelijk. Ondertussen is de valse aartsbisschop door de koopman van verraad beschuldigd en in aanwezigheid van Pepijn in een gerechtelijke tweekamp verslagen, waarna hij bekent en voor straf in een ketel olie gekookt wordt. Belissant en Blandimain durven niet meer naar Parijs te reizen nadat Blandimain dankzij een toevallige ontmoeting met koning Pepijn erachter gekomen is dat Pepijn geloof hecht aan de valse beschuldiging van de aartsbisschop. Zij besluit haar toevlucht te zoeken in een vreemd land waar men haar niet kent, en komt zo in Portugal, waar zij door de reus Ferragus gevonden wordt en meegenomen naar zijn kasteel en als gezelschapsdame gegeven aan zijn echtgenote.
Valentijn voelt zich door de hovelingen zo vernederd omdat hij maar een vondeling is, dat hij besluit om samen met Oursson naar Aquitanië te reizen om daar hulp te bieden aan hertog Savary, wiens dochter Fesonne wordt opgeëist door de Groene Ridder, een Saraceen uit Portugal en een broer van de reus Ferragus. Deze Groene Ridder kan alleen maar verslagen worden door een koningszoon die nooit een vrouwenborst gezogen heeft. Bovendien beschikt hij over een flesje met balsem uit het Aards Paradijs, waarmee elke wond ogenblikkelijk genezen kan worden. Valentijn neemt het tegen hem op en wordt niet verslagen, zoals alle anderen voor hem, maar is te zeer verzwakt om het gevecht de volgende dag voort te zetten. In zijn plaats stuurt hij Oursson, die de Groene Ridder overwint. Valentijn spaart diens leven en hoort zo van diens zuster Esclarmonde op wie hij 'van verre' verliefd wordt. Oursson verlooft zich met Fesonne, leert spreken en neemt het uiterlijk van een koningszoon aan (al blijft hij wat ongeremde trekjes vertonen).
Valentijn, Oursson en de Groene Ridder arriveren op het eiland waar het kasteel staat van Esclarmonde. In dat kasteel is een 'spinnenhoofd', een magisch object dat de functie van een alwetend orakel heeft. Dankzij dit spinnenhoofd komen Valentijn en Oursson achter hun identiteit. Dankzij de tovenaar en dwerg Pacolet krijgt Ferragus lucht van de liefde tussen zijn zuster Esclarmonde en Valentijn. Hij besluit het paar te verraden om Valentijn uit de weg te ruimen en zijn zuster aan de Saraceense koning Trompart uit te huwen. Maar Pacolet, die zich misbruikt voelt, slaagt erin om Valentijn en Oursson uit hun kerker te bevrijden en samen met hun moeder Bellissant en Blandimain te ontsnappen.
Als het gezelschap zich in Aquitanië in veiligheid gebracht heeft, brengt Pacolet met zijn houten toverpaard Valentijn naar Constantinopel, waar zich ook koning Pepijn en de Groene ridder bevindt, dat belegerd wordt door de Saracenen. Valentijn wordt nadat hij het voor zijn moeder Bellissant heeft opgenomen door zijn vader, de keizer Alexander van Grieken, als zijn zoon erkend. Vervolgens bewijst Valentijn zijn kracht en moed in een uitval om aan voedsel te komen. Helaas worden beiden gevangengenomen, maar gelukkig worden zij bevrijd door Pacolet.
Pacolet slaagt er vervolgens is de opperbevelhebber van de belegeraars, sultan Moradin, te doen geloven dat de vrouw van ferragus verliefd op hem is en wil dat hij haar komt opzoeken. In werkelijkheid brengt hij Moradin naar Constantinopel waar hem de galg wacht.
Pacolet keert terug naar Aquitanië waar hij wordt opgezocht door de tovenaar Adramain die naar hem toegezonden is door Ferragus om hem uit te schakelen. adramain slaagt erin het vertrouwen van Pacolet te winnen, betovert hem en gaat er op diens toverpaard vandoor met Esclarmonde en levert haar af bij koning Trompart, die met goedvinden van Ferragus haar mag huwen. Trompart laat zich de werking van het toverpaard door Adramain uitleggen en wil dan met Esclarmonde naar zijn land Esclardie reizen. Onderweg echter wordt hij afgeleid door Esclarmonde als die uit haar betovering ontwaakt en landt vervolgens in Groot Indien, waar hij nog een rekening had openstaan en gedood wordt.
Zodra Pacolet beseft wat hem is overkomen verkleedt hij zich als een beeldschoon meisje en begeeft zich naar het legerkamp van Ferragus en weet daar Adramain te vinden, die ogenblikkelijk dolverliefd op hem wordt. 's Nachts als Adramain verteerd door lust de onnozelheid zelve is, tovert Pacolet hem in slaap en onthoofdt hem. Vervolgens betovert hij Ferragus en neemt hem mee naar Aquitanië, waar hij voor de keuze wordt gesteld: bekering tot het christendom of hoofd eraf. Ferragus kiest voor het laatste. Vervolgens wordt zijn in slaap getoverd leger afgemaakt en zo het beleg opgeheven. Daarna gaan hertog Savary van Aquitanië, Orson, Bellissant en Fesonne vergezeld van Pacolet en een groot leger per schip naar Constantinopel.
Daar aangekomen gaat Pacolet vermomd als Saraceen naar de tent van de sultan. Hij komt als geroepen. Tijdens een uitval om aan levensmiddelen te komen zijn Valentijn en de Groene Ridder gevangengenomen en worden nu bewaakt in de tent van de sultan die voornemens is hen de volgende ochtend een eerloze dood te doen sterven. Pacolet betovert het gezelschap, bevrijdt Valentijn en de Groene Ridder en maakt de sultan wijs dat zijn broer hem met een groot leger te hulp is gekomen. De volgende ochtend begint de beslissende veldslag die door de keizer van Constantinopel gewonnen wordt.

## Overlevering
Van Valentijn en Oursson is geen zestiende-eeuwse druk bewaard gebleven. Uit een inventaris van een Kortrijkse boekverkoper opgesteld in 1569 weten wij dat Jan van Ghelen II in 1557 een Valentijn en Oursson  gedrukt heeft. Gelet op zijn bedrijfsvoering zal dat niet de eerste Nederlandstalige druk geweest zijn. Een Engelse vertaling van Valentin et Orson verscheen al omstreeks 1510, een Duitse in 1521. Dat maakt het heel waarschijnlijk dat de vader van Jan van Ghelen II al eerder een druk op de markt bracht. Wie de Nederlandse vertaling vervaardigd heeft, weten wij niet. Valentijn en Oursson heeft de irritatie van de kerkelijke autoriteiten opgewekt, allereerst en vooral omdat de rol van de verrader door een priester gespeeld wordt, namelijk de aartsbisschop van Constantinopel. De Grieks-orthodoxe christenen konden gedurende de late Middeleeuwen op heel weinig sympathie van hun roomse broeders in het geloof rekenen. In de oudere Valentijn ende Nameloes was het de bisschop van Hongarije die in nauwe samenwerking met de valse moeder van de koning van Hongarije de rol van de verrader speelde. Opvallend in de Franse brontekst is dat de priester een goed gebruik – misbruik zo men wil – maakt van zijn priesterlijke status. Daarnaast wordt er in Valentin et Orson flink getoverd, en die praktijken verloren gedurende de zestiende eeuw hun verstrooiend karakter en werden als dienst aan de duivel beschouwd en heftig veroordeeld. Als gevolg van deze twee ingrediënten werd Valentijn en Oursson op de Index librorum prohibitorum gezet en vermoedelijk als gevolg daarvan zijn er geen zestiende-eeuwse exemplaren bewaard gebleven. In 1624 werd de tekst door een censor onderhanden genomen, die de valse aartsbisschop verving door een valse ridder, de toverpraktijken wat uitdunde en inkortte en scabreuze scènes kuiste. Ook van deze druk bleven geen exemplaren bewaard. De overlevering begint pas in 1640, maar het oudste exemplaar van Valentijn en Oursson dat in een Nederlandse bibliotheek (UB Leiden, signatuur 1074 A 9) bewaard wordt dateert uit 1698 (Weduwe van Jurriaen van Poolsum, Utrecht). Uit de achttiende eeuw zijn zo'n twintig herdrukken overgeleverd en het boek heeft het volgehouden tot in het begin van de negentiende eeuw. Pas met de opkomst van de wetenschappelijke bestudering van de middeleeuwse literatuur verdwijnt het uit de boekwinkel. Een moderne kritische editie op basis van de tekst van de oudst bewaard gebleven druk bestaat nog niet. De tekst van die 'vroeg' zeventiende-eeuwse druk verschilt behalve in spelling niet of nauwelijks van de tekst zoals die aan het slot van de achttiende eeuw gedrukt werd.

## Uitstraling
Oursson heeft zijn naam gegeven aan menige laat-middeleeuwse herberg waar wijn en bier geschonken werd. Zo'n herberg voerde dan als uithangord een Wildeman: een halfnaakte langharige man met een houten knots in de hand, en droeg als naam: In de(n) Wildeman. In een Bedevaart naar Jerusalem, volbracht en beschreven in het jaar 1525, door Meester Arent Willemsz., barbier tot Delft in Hollant noemt meester Arent de namen van de herbergen waarin zij overnachtten en aten. De vaakst voorkomende is "In de Wildeman". De bedoeling is duidelijk en houdt de gasten een waarschuwing voor: drank in de man, wijsheid in de kan, en waarschuwt tegen wild (ongeremd) gedrag als gevolg van het drinken van alcoholhoudende dranken. Een afbeelding van een Noord-Franse vijftiende-eeuwse l'homme sauvage in eikenhout uitgesneden in een kerkstoel.

## Links en literatuur
- Het begin van de oudst bewaard gebleven Franse druk van Valentin et Orson, gedrukt door Jacques Maillet, Lyon 1489, exemplaar BnF Rés. Y2 82.
- Het begin van: L’HISTOIRE DE VALENTIN ET ORSON, TRES PREUX, TRES NOBLES, ET TRES VAILLANS Chevaliers, fils de l’Empereur de Grece, & neueux du tres-vaillant, & tres-Chrestien Roy de France, Pepin. Contenant plusieurs, & diuerses matieres, comme vous pourrez voir cy apres. A TROYES Par YVES GIRARDON, Imprimeur & Marchand Libraire, demeurant en la Rue Nostre Dame. Reprint Villiers-sur-Marne 2003. Nouvelle Bibliothèque Bleue de Troyes.
- Foto editie van  Een Schoone en Wonderlyke HISTORIE VAN VALENTYN EN OURSSON, De twee Eedele vroome Ridders, Zoonen van den Moogende Keizer van Grieken en Neeven van den Eedelen Koning Pepyn, toen ter tyd Koning van Vrankryk. Uit het Frans in ’t Neederduits overgezet: Van Nieuws overzien en verbeterd, met eenige Schoone Figuuren. TE AMSTERDAM, Gedrukt by de Erven de Wed. JACOBUS VAN EGMONT; Op de Reguliers Bree-Straat. [ca. 1770-1775], exemplaar UB Amsterdam, signatuur OTM: O 63-1314. (foto's Willem Kuiper)
- Kritische, synoptische studie-editie van de oudste bewaard gebleven druk: Jan Jacobszoon Bouman, Amsterdam 1657, bezorgd door Willem Kuiper, Amsterdam 2012.
- Luc Debaene, De Nederlandse volksboeken. Ontstaan en geschiedenis van de Nederlandse prozaromans, gedrukt tussen 1475 en 1540. Antwerpen 1951 (reprint Hulst 1977), p. 233-234.
- Willem Kuiper, 'Valentijn ende Oursson', in: Voortgang, jaarboek voor de neerlandistiek 28 (2010), p. 213-245.